# Rodovia Dom Gabriel Paulino Bueno Couto
A Rodovia Dom Gabriel Paulino Bueno Couto é uma rodovia radial do estado de São Paulo, sendo um trecho da SP-300.

## Descrição
A rodovia interliga as cidades de Jundiaí e Itu, passando por Itupeva e Cabreúva (Distritos de São Francisco do Pinhal e Jacaré no trecho urbano). Também é conhecida popularmente como "Estrada Itu-Jundiaí".
É administrada em sua maior parte, pela concessionária Rodovias das Colinas. De acordo com seu contrato de concessão, está implementando alargamento da pista em vários trechos, facilitando a viagem do motorista.
Num pequeno trecho, já no distrito Industrial de Jundiaí, a rodovia passa a ser administrada pela Autoban.